# Danny Soufi

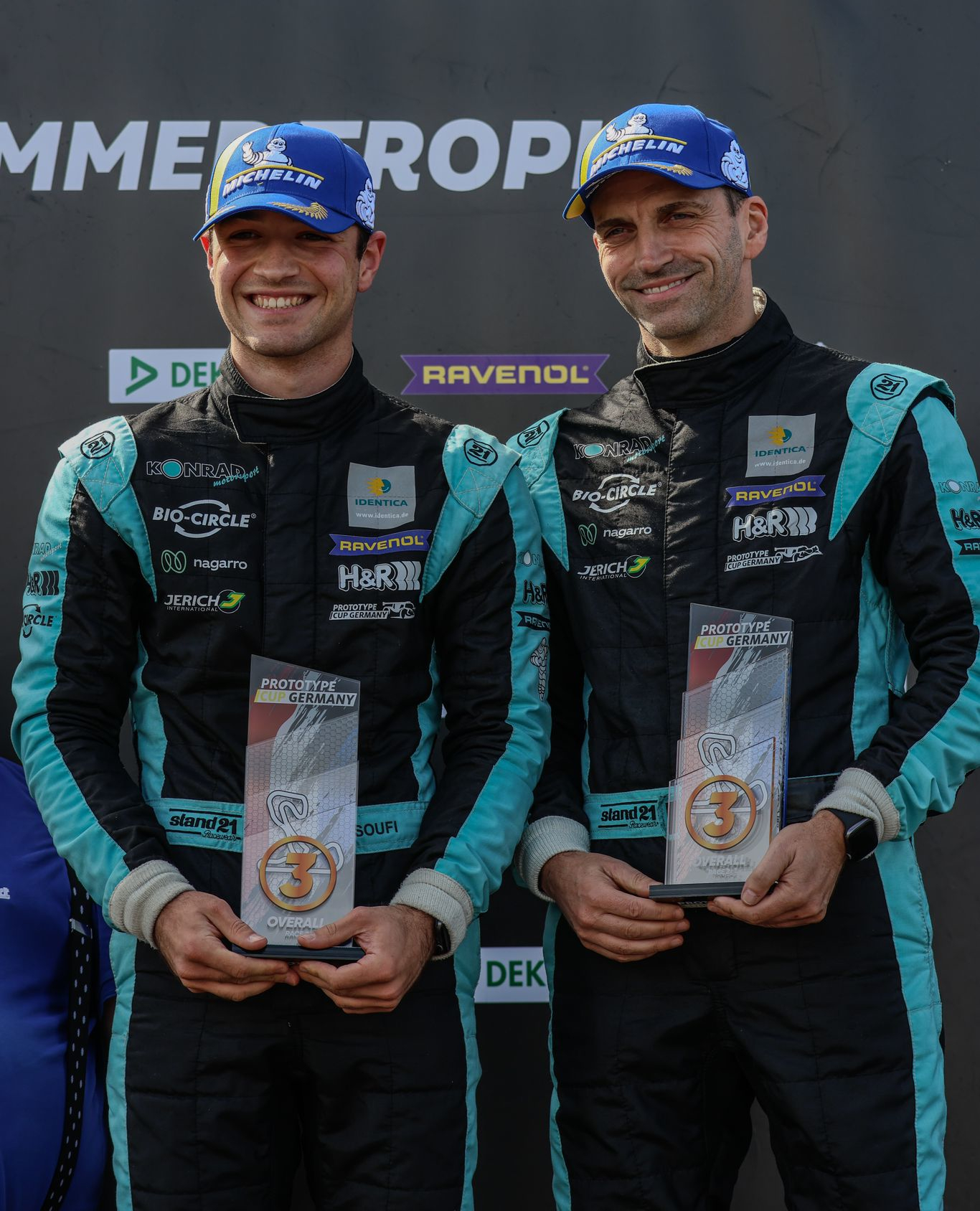
Danny Soufi (links) zusammen mit Teamkollegen Torsten Kratz

Danny Soufi (* 16. Juli 2003 in Fairfax, Virginia) ist ein US-amerikanischer Automobilrennfahrer. 2024 wurde er mit Konrad Motorsport Vizemeister im Prototype Cup Germany.

## Karriere
Danny Soufi begann seine Rennkarriere im Alter von 10 Jahren, als er einen Mazda Miata auf dem Harris Hill Raceway (H2R) in San Marcos, Texas, fuhr. Ab 2014 fuhr Soufi schnell in der Spec-Miata-Serie.
2016 gewann Soufi mit der H2R Miata Challenge Championship seinen ersten Titel. Auf diesem Erfolg aufbauend folgte sein Durchbruch im Jahr 2017, als er die Texas-Region dominierte und als Rookie mehrere Titel gewann. Zu diesen Auszeichnungen gehörten die NASA Spec Miata Championship und die Teen Mazda Challenge Championship für die Texas-Region. Zudem wurde er zum NASA Texas Rookie of the Year sowie NASA Texas Driver of the Year ernannt.
Im Jahr 2019 gewann Soufi erneut die H2R Miata Challenge Championship und festigte damit weiter seinen Ruf als aufstrebendes Talent in der Rennszene von Texas.
Neben seinem Erfolg in Sprint-Rennen hat Soufi auch an mehreren Langstreckenrennen teilgenommen, insbesondere in der ChumpCar World Series. Während dieser Veranstaltungen stellte er konstant die schnellsten Rundenzeiten für seine Teams auf renommierten Strecken wie dem Circuit of the Americas und dem Harris Hill Raceway auf, was seine Vielseitigkeit und Schnelligkeit in Langstreckenrennformaten unter Beweis stellt.
2020 und 2021 wechselte Soufi zum Driften, wo er erneut Erfolg hatte und seine Vielseitigkeit in verschiedenen Motorsportdisziplinen unter Beweis stellte.

## Sportwagen

### LMP3

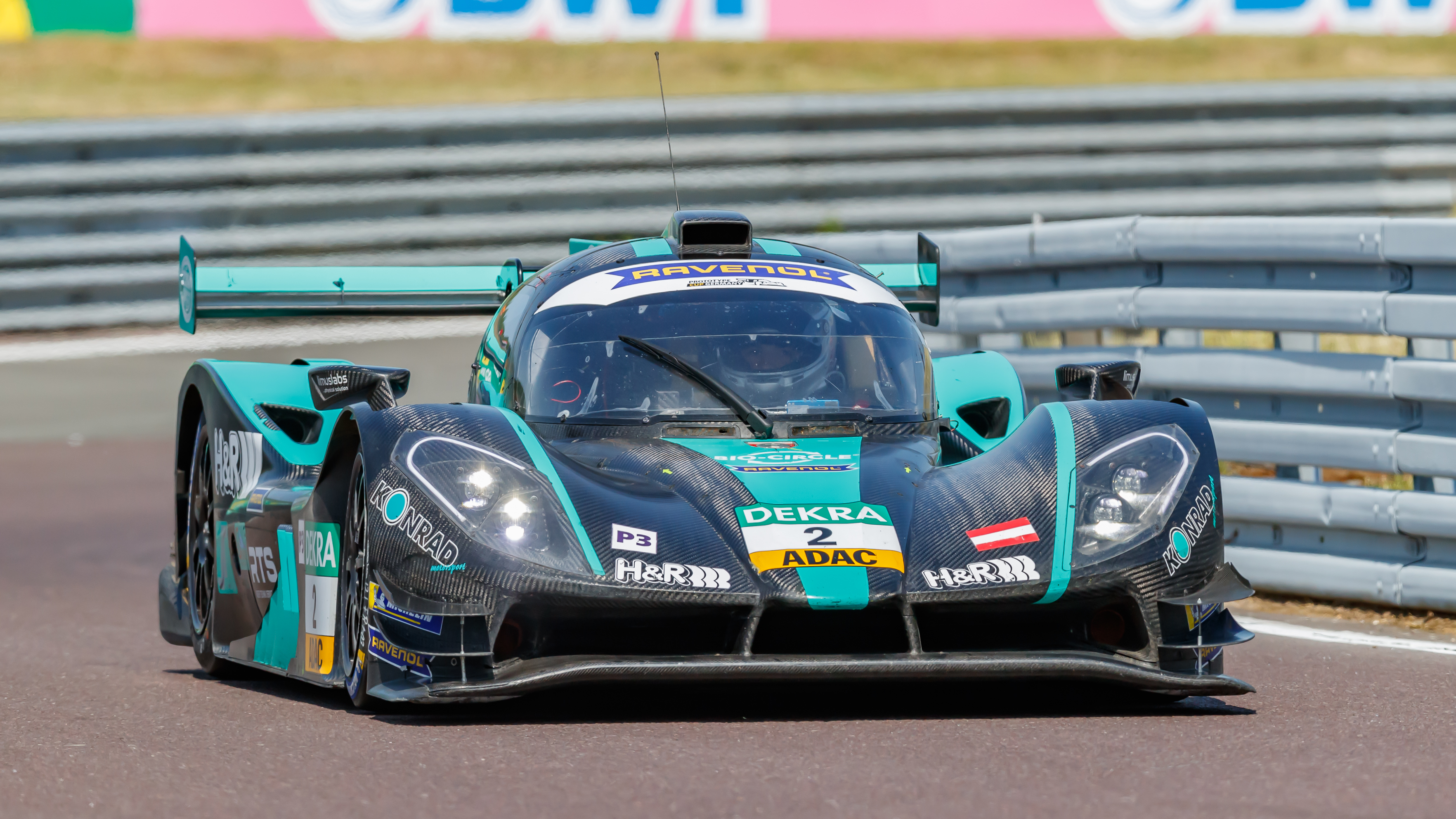
Der von Danny Soufi 2023 in Oschersleben gefahrene Ginetta G61-LT-P3

Im Jahr 2022 entschied sich Soufi, seine Rennkarriere in eine neue Richtung zu lenken, indem er nach Europa zog, um in vielfältigeren und herausfordernden Motorsportkategorien anzutreten. Während des Rennwochenendes des Prototype Cup Germany am Nürburgring traf er auf Teamchef Franz Konrad. Nachdem er Konrad in einem Test beeindruckt hatte, verdiente sich Soufi schnell einen Platz im Cockpit von Konrad Motorsport im Prototype Cup Germany und gab kurz darauf sein Debüt beim Rennen in Hockenheim.
Nach zwei Gaststarts im Prototype Cup Germany 2022 bei den letzten Saisonläufen am Lausitzring und Hockenheimring, markierte 2023 Soufis erste vollständige Saison in der LMP3-Klasse, in der er erneut im Prototype Cup Germany antrat. Die Saison 2023 diente als Entwicklungsjahr für Soufi, in dem er sich einen Ginetta G61-LT-P3 mit fünf verschiedenen Teamkollegen über sechs Rennwochenenden teilte. Zu seinen Teamkollegen gehörten erfahrene Rennfahrer wie Axcil Jefferies und Tim Zimmermann, deren Erfahrung wertvolle Lernmöglichkeiten für den jungen Fahrer bot.
Im Jahr 2024 wechselte Konrad Motorsport zum Ligier JS P320. Soufi trat in der Prototype Winter Series an, wo er seinen ersten Titel in der LMP3-Klasse gewann. Er wurde der erste Serienmeister, nachdem er drei von sieben Rennen für sich entschied. Für die Saison 2024 im Prototype Cup bildete Soufi ein Team mit dem erfahrenen LMP3-Piloten Torsten Kratz. Das Duo feierte beträchtlichen Erfolg und belegte den zweiten Platz in der Gesamtwertung, 9 Punkte hinter dem Fahrerduo von Gebhardt Motorsport, Markus Pommer und Valentino Catalano.

### GT3
Im Jahr 2023 gab Soufi sein GT3-Debüt mit Konrad Motorsport beim ADAC 24h-Qualifying-Rennen am Nürburgring, wo er einen Lamborghini Huracán GT3 fuhr. Zuvor nahm er an verschiedenen Runden der Nürburgring Langstrecken-Serie mit QTQ Race Performance teil, um seine Nordschleifen-Lizenz zu erhalten, die ihm die Teilnahme an Langstreckenrennen auf der berühmten Strecke ermöglichte.
Während der NLS-Saison 2023 teilte sich Soufi das Auto mit erfahrenen Fahrern wie Luca Ludwig, Axcil Jefferies und Yelmer Buurman. Für das 24-Stunden-Rennen am Nürburgring 2023 bildete er erneut ein Team mit Yelmer Buurman und Axcil Jefferies, außerdem wurde Pavel Lefterov Teil des Teams. Während der zweiten Qualifikationssitzung für das 24-Stunden-Rennen kam es zu einem schweren Vorfall, als Pavel Lefterov mit einem Porsche Cayman, der von Karl Heinz Meyer gefahren wurde, kollidierte, als er auf die Döttinger Höhe zufuhr, was zu erheblichen Schäden am Fahrzeug führte. Dieser Vorfall erforderte einen umfangreichen Wiederaufbau des Fahrzeugs vor dem Hauptrennen. Im Hauptrennen war das Team gezwungen, früh am Morgen aufgrund eines mechanischen Problems auszuscheiden.
Im Jahr 2024 kehrte Soufi zurück, um sowohl in der NLS als auch im ADAC 24h-Rennen am Nürburgring zu starten. Beim Qualifying-Rennen teilte er sich das Auto mit Thierry Vermeulen und Maximilian Paul. Im 24-Stunden-Rennen, das aufgrund von dichtem Nebel verkürzt wurde, trat er gemeinsam mit Maximilian Paul, Torsten Kratz und Colin Caresani an. Das Team belegte den 15. Platz in der Gesamtwertung und erreichte den 3. Platz in der Pro-Am-Klasse.

## Statistik

### Karrierestationen
| Saison | Serie                                              | Team                 | Rennen | Siege | Poles | schnellste Runden | Podien | Punkte | Position |
| ------ | -------------------------------------------------- | -------------------- | ------ | ----- | ----- | ----------------- | ------ | ------ | -------- |
| 2019   | TC America Series - TCA                            | X-Factor Racing      | 2      | 0     | 0     | 0                 | 0      | 8      | 18       |
| 2022   | Prototype Cup Germany                              | Konrad Motorsport    | 4      | 0     | 0     | 0                 | 0      | 0      | NC†      |
| 2023   | Prototype Cup Germany                              | Konrad Motorsport    | 12     | 0     | 0     | 0                 | 0      | 59     | 15       |
| 2023   | Ultimate Cup Series - Proto P3                     | Konrad Motorsport    | 1      | 0     | 0     | 0                 | 0      | 11     | 32       |
| 2023   | 24-Stunden-Rennen auf dem Nürburgring              | Konrad Motorsport    | 1      | 0     | 0     | 0                 | 0      | N/A    | DNF      |
| 2023   | Nürburgring Langstrecken-Serie - V5                | QTQ Race Performance | 2      | 1     | 0     | 0                 | 1      | 0      | NC†      |
| 2024   | Prototype Cup Germany                              | Konrad Motorsport    | 12     | 2     | 0     | 0                 | 7      | 197    | 2        |
| 2024   | Prototype Winter Series - Class 3                  | Konrad Motorsport    | 7      | 3     | 1     | 1                 | 4      | 44,295 | 1        |
| 2024   | Nürburgring Langstrecken-Serie - SP9 Pro-Am        | Konrad Motorsport    | 2      | 0     | 0     | 0                 | 1      | 2      | 32       |
| 2024   | Nürburgring Langstrecken-Serie - SP9 Pro           | Konrad Motorsport    | 2      | 0     | 0     | 0                 | 0      | 0      | -        |
| 2024   | 24-Stunden-Rennen auf dem Nürburgring - SP9 Pro-Am | Konrad Motorsport    | 1      | 0     | 0     | 0                 | 1      | N/A    | 3        |

† Als Gaststarter wurde Soufi nicht in der Endklassifikation gewertet.

### Prototype Cup Germany
| Saison | Team              | Fahrzeug          | Motor                  |         |         | 1         | 2        | 3       | 4       | 5        | 6         | 7         | 8         | 9        | 10        | 11       | 12      | Position | Punkte |
| ------ | ----------------- | ----------------- | ---------------------- | ------- | ------- | --------- | -------- | ------- | ------- | -------- | --------- | --------- | --------- | -------- | --------- | -------- | ------- | -------- | ------ |
| 2022   | Konrad Motorsport | Ginetta G61-LT-P3 | Nissan VK56DE 5.6L V8  |         |         | SPA 1     | SPA 2    | NÜR 1   | NÜR 2   | LAU 1 9  | LAU 2 7   | HOC 1 Ret | HOC 2 10  |          |           |          |         | NC†      | 0      |
| 2023   | Konrad Motorsport | Ginetta G61-LT-P3 | Nissan VK56DE 5.6 L V8 |         |         | HOC 1 Ret | HOC 2 13 | OSC 1 8 | OSC 2 6 | ZAN 1 13 | ZAN 2 DNS | NOR 1 6   | NOR 2 Ret | ASS 1 10 | ASS 2 Ret | NÜR 1 10 | NÜR 2 9 | 15       | 59     |
| 2024   | Konrad Motorsport | Ligier JS P320    | Nissan VK56DE 5.6 L V8 | SPA 1 C | SPA 2 C | LAU 1 2   | LAU 2 1  | LAU 3 1 | ZAN 1 2 | ZAN 2 3  | HOC 1 3   | HOC 2 8   | HOC 3 2   | NÜR 1 6  | NÜR 2 8   | SAC 1 6  | SAC 2 4 | 2        | 197    |

† Als Gaststarter wurde Soufi nicht in der Endklassifikation gewertet.

### Prototype Winter Series
| Saison | Team              | Fahrzeug       | Motor                  | 1       | 2       | 3       | 4       | 5     | 6       | 7       | 8     | Position | Punkte |
| ------ | ----------------- | -------------- | ---------------------- | ------- | ------- | ------- | ------- | ----- | ------- | ------- | ----- | -------- | ------ |
| 2024   | Konrad Motorsport | Ligier JS P320 | Nissan VK56DE 5.6 L V8 | EST 1 7 | EST 2 1 | POR 1 5 | POR 2 4 | ARA 1 | ARA 2 1 | BAR 1 C | BAR 2 | 1st      | 44.295 |